# 2881 Meiden
A 2881 Meiden (ideiglenes jelöléssel 1983 AA1) a Naprendszer kisbolygóövében található aszteroida. Brian A. Skiff fedezte fel 1983. január 12-én.